# ヒユ科
ヒユ科（ヒユか、Amaranthaceae）は双子葉植物の分類群。ほとんどが草で、世界に70属800種ほど（日本には5属10数種）あり、特に熱帯に多い。花は小さい風媒花で総状・穂状などの花序をなす。花被は5枚、子房上位。

## 利用
観賞用に栽培するものとして、ケイトウ（鶏頭）、ハゲイトウ（葉鶏頭）、センニチコウ（千日紅）などがある。また、ツルノゲイトウ属の一部の種は水中に適応するため、それらはアクアリウムを彩る水草として用いられる（一方でAlternanthera bettzickianaやAlternanthera sessilisといった水中では育たない種まで水草として流通し、初心者が知らずに購入してしまうという問題もある）。
一部のものは食用にされる。ヒモゲイトウ（センニンコク[仙人穀]、属名アマランサスでも呼ばれる）は南米で穀物として利用され、日本でもわずかに栽培された。ハゲイトウに近縁なヒユなどは野菜として利用され、よく似たイヌビユ、ハリビユなどは雑草としてよく見られる。

## おもな属
- アエルバ属 Aerva - シルバーキャット
- イノコヅチ属 Achyranthes - イノコズチ、ヒナタイノコズチ
- ツルノゲイトウ属（アルテルナンテラ属） Alternanthera - ツルノゲイトウ、モヨウビユ、ナガエツルノゲイトウ
- ヒユ属 Amaranthus - ヒユ、イヌビユ、ハゲイトウ、アマランサス、ハリビユ、アオゲイトウ
- ケイトウ属 Celosia - ケイトウ、ノゲイトウ
- インドヒモカズラ属 Deeringia - インドヒモカズラ
- ハマデラソウ属 Froelichia - ハマデラソウ
- センニチコウ属 Gomphrena - センニチコウ、キバナセンニチコウ
- イソフサギ属 Philoxerus - イソフサギ
- オカヒジキ属 Salsola - オカヒジキ
- ハロキシロン属 Haloxylon - サクサウール

## 分類
最新のAPG植物分類体系では、アカザ科もここに含めている。

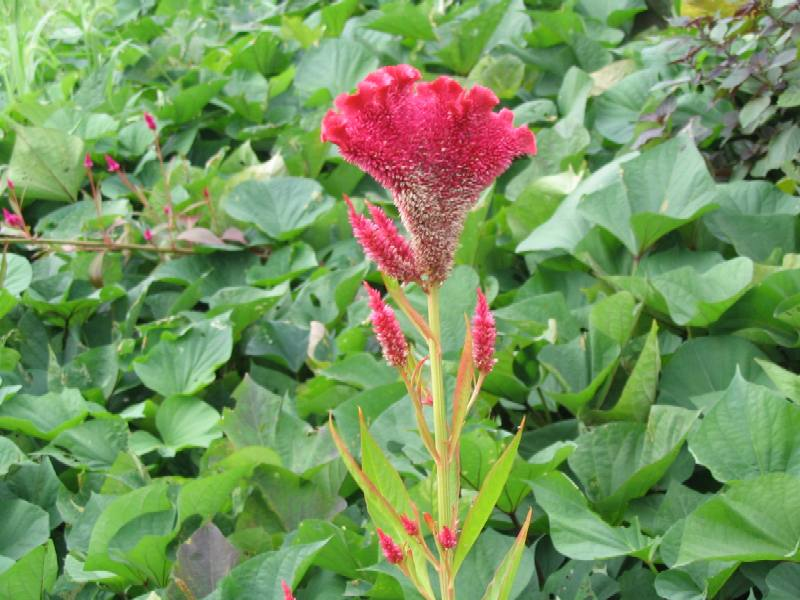
ケイトウ Celosia argentea
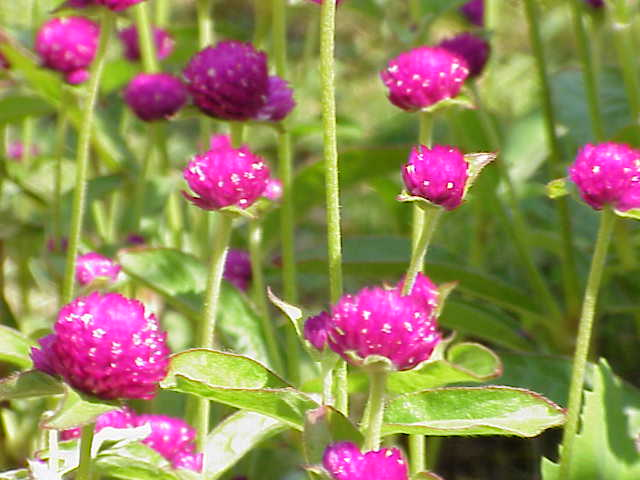
センニチコウ Gomphrena globosa
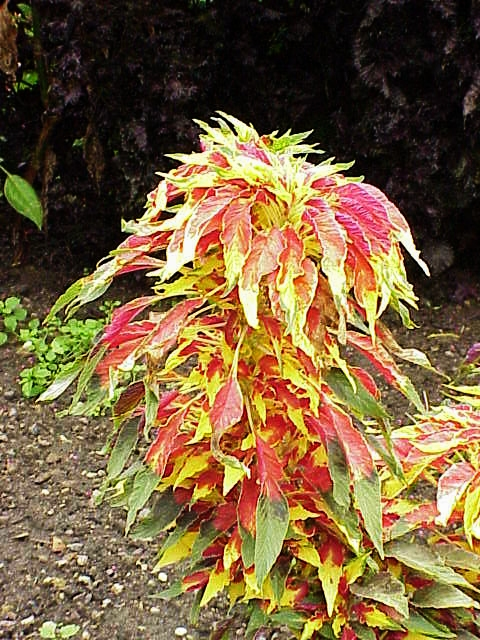
ハゲイトウ Amaranthus tricolor
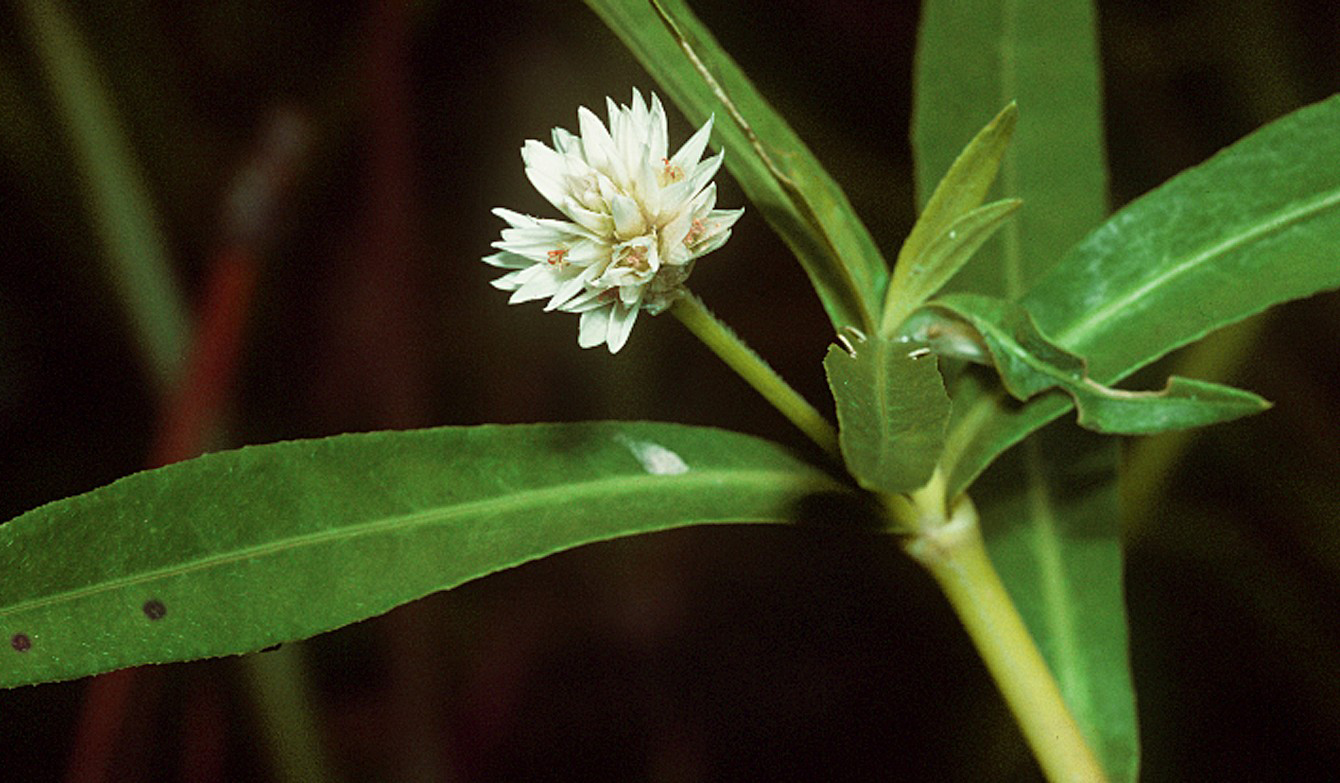
ナガエツルノゲイトウ Alternanthera philoxeroides